# Dick Roth
Richard William „Dick” Roth (ur. 26 września 1947 w Palo Alto) – amerykański pływak. Złoty medalista olimpijski z Tokio.
Największe sukcesy odnosił w stylu zmiennym. Zawody w 1964 były jego jedynymi igrzyskami olimpijskimi. Po złoto sięgnął na dystansie 400 metrów stylem zmiennym. Dzień przed finałem zdiagnozowano u niego zapalenie wyrostka robaczkowego, ale ponieważ chciał walczyć o tytuł mistrza olimpijskiego, zrezygnował z operacji.
Zdobył trzy tytuły mistrza NCAA. Pobił dwa rekordy świata i dwanaście rekordów Stanów Zjednoczonych. W 1987 został przyjęty w poczet członków International Swimming Hall of Fame.